# Feuille de boucher

Une feuille de boucher.

Une feuille de boucher est un outil de la famille des couteaux. Sa lame ressemble à une feuille format A5.
Utilisé sur la tranche, il permet de débiter les carcasses. Sa taille et son poids associés à l'élan du mouvement du bras lui offrent une grande force de coupe. Utilisé à plat, il permet d'écraser l'ail, l'échalote, les noix…
Le nom donné à cet ustensile de découpe professionnel dépend des usages locaux. On distingue :
- le couperet,
- le couperet parisien,
- la feuille belge,
- la feuille suisse,
- la feuille dos droit,
- la feuille dos cintré.